# 入珠
入珠（英语：Pearling）屬於生殖器整形手術，其施行方法為將珠子埋入陰莖的皮下組織之中。部分男性相信，此舉可在發生性行為時使對方較容易達到性高潮。生殖器入珠屬醫療行為，一般坊間入珠手術之衛生環境不見得良好無虞，傷口易遭感染外，日後埋入陰莖皮下組織的珠子也容易損害陰莖白膜，反而造成性功能障礙。
一般來說是將珠子植入陰莖皮下組織中，可以是切開後縫合，偶也有用注射方式。珠子的材質天然礦石（水晶、玉石等）和合成材質（塑膠、樹脂、聚四氟乙烯等材質）。又依照埋入皮下組織之方式可分為兩種，一種俗稱叫「活珠」，也就是珠子在皮下組織是可以有限度滑動的；另一種俗成為「死珠」，即珠子在皮下組織之位置是固定的，無法任意滑動。此類手術危險性在於，由於一般人入珠不會尋求正規醫療體系執行，故感染風險高，而珠子久置於陰莖內也易破壞陰莖白膜，使其受損，進而產生性功能障礙。